# Iwan Gilkin

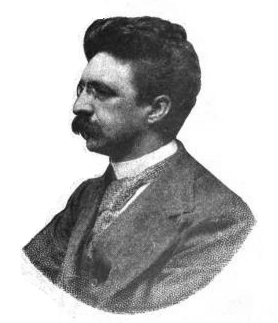
Iwan Gilkin

Florimond Jean ("Iwan") François Thomas Gilkin (Brussel, 7 januari 1858 - aldaar, 28 september 1924) was een Belgisch Franstalig dichter, toneelschrijver en journalist. Zijn werk wordt tot het symbolisme gerekend.

## Levensloop

### Afkomst en opleiding
Gilkin was het oudste kind van een textielhandelaar uit Verviers die zich in Brussel was komen vestigen. Zijn moeder was van Vlaamse afkomst. Bij zijn geboorte wilden zijn ouders hem de voornaam Iwan geven als eerbetoon aan de overleden Vervierse ondernemer Iwan de Biolley (1818-1854) maar dit werd door de ambtenaar van de burgerlijke stand van Brussel geweigerd. Later zou Gilkin deze voornaam wel gebruiken in zijn schrijversnaam.
Gilkin groeide op in een zeer katholiek milieu. Al op jonge leeftijd toonde hij interesse in de literatuur en het toneel. Hij ging naar de middelbare school aan het Institut Saint-Louis waar hij Grieks en Latijn studeerde. Gilkin werd er ingewijd in het werk van de Latijnse dichters, in de Griekse tragedies en de Franse klassieke literatuur. Vanaf de leeftijd van 16 jaar begon hij zelf gedichten en tragedies te schrijven.
Na zijn middelbaar ging Gilkin rechten studeren aan de Katholieke Universiteit Leuven. Hij nam er deel aan de vergaderingen van de universitaire literaire vereniging en maakte er kennis met Emile Verhaeren. In 1881 ging Gilkin aan de slag als stagiair bij de gerenommeerde Brusselse advocaat Edmond Picard maar al vlug werd hij door de journalistiek aangetrokken.

### Gilkin als auteur
Gilkin ging aan de slag bij het Journal de Bruxelles. Hij bezocht de grote Europese musea in Parijs, Londen, Nederland, Duitsland en Italië. Vanaf 1882 werkte Gilkin mee aan het door Max Waller in 1881 opgerichte literair tijdschrift La Jeune Belgique waaraan eveneens auteurs als Georges Rodenbach, Albert Giraud en Camille Lemonnier meewerkten. In dit tijdschrift publiceerde Gilkin zijn eerste sonnetten. Na de dood van Waller was Gilkin tweemaal directeur van het tijdschrift, van 1891 tot 1893 en van 1895 totdat het tijdschrift opgeheven werd in 1897. Als directeur verdedigde hij sterk het principe L'art pour l'art van de Parnassebeweging.
Ondanks zijn grote activiteit voor La Jeune Belgique publiceerde Gilkin vanaf 1890 regelmatig nieuwe dichtbundels. Zijn werk werd sterk beïnvloed door Charles Baudelaire, Arthur Schopenhauer en de comte de Lautréamont en gaf een sociale, pessimistische blik op de maatschappij. In 1897 verscheen de bundel met de toepasselijke titel La nuit waarin de belangrijkste gedichten van zijn voorgaande bundels werden hernomen.
Na in het huwelijk te zijn getreden en een zware ziekte overwonnen te hebben, werden zijn gedichten milder. Gilkin had terug zin in het leven gekregen en zag er de schoonheid van in. Hij richtte zich tot de filosofische poëzie en in navolging van Joséphin Péladan bracht hij een eigen, metrische, doch rijmloze versie van de Prometheusmythe. Daarna ging hij bijna uitsluitend toneelstukken en tragedies schrijven die vooral op historische gebeurtenissen geïnspireerd waren.
Zijn belangrijkste toneelstuk was Savonarole, een tragedie uit 1906 dat in 1908 de driejaarlijkse Staatsprijs voor Franstalige toneelliteratuur won en dat in 1911 werd opgevoerd in de Koninklijke Muntschouwburg van Brussel.
Vanaf 1908 was hij werkzaam op het ministerie van Kunsten en Wetenschappen als conservator van de bibliotheek. In 1920 werd hij door koning Albert I benoemd tot lid van de pas door Jules Destrée opgerichte Académie royale de langue et de littérature françaises de Belgique. Gilkin was de allereerste voorzitter van de academie van 28 oktober 1920 tot 5 maart 1921.
Gilkin leed aan artritis en stierf in 1924 op 66-jarige leeftijd aan de gevolgen van een angina pectoris. Hij werd begraven op het kerkhof van Laken.

## Werken (selectie)

### Dichtbundels
- La Damnation de l'artiste (1890)
- Ténèbres (1892) met frontispice van Odilon Redon
- Stances dorées (1893)
- La Nuit (1897)
- Prométhée (1899)
- Le Cerisier fleuri (1899)
- Troundebise (1899)
- Jonas (1900)

### Toneel
- Savonarole (1906)
- Étudiants russes (1906)
- Le Sphinx (1907)
- Le Roi Cophétua (1919)
- Les Pieds d'argile (1921, niet volledig voltooid)
- Egmont (voltooid in 1915, postuum gepubliceerd in 1926)